# Symphurus melanurus
Symphurus melanurus is een  straalvinnige vissensoort uit de familie van hondstongen (Cynoglossidae). De wetenschappelijke naam van de soort is voor het eerst geldig gepubliceerd in 1936 door Clark.
De soort staat op de Rode Lijst van de IUCN als niet bedreigd, beoordelingsjaar 2008.